# فيليكس سافون
فيليكس سافون (Félix Savón) هو لاعب أولمبي لرياضة ملاكمة من كوبا. شارك في الأولمبياد الصيفي في 1992–2000، وفاز بما مجموعه 3 ميداليات.

## الميداليات
| ذهب | فضة | برونز | المجموع |
| 3   | 0   | 0     | 3       |

## روابط خارجية
- فيليكس سافون على موقع IMDb (الإنجليزية)
- فيليكس سافون على موقع الموسوعة البريطانية (الإنجليزية)
- فيليكس سافون على موقع بوكس ريك (الإنجليزية) (registration required)
- فيليكس سافون على موقع اللجنة الأولمبية الدولية (الإنجليزية)
- فيليكس سافون على موقع أوليمبيديا (الإنجليزية)